# Yo Frankie!
Yo Frankie! és un videojoc de codi obert produït per Blender Institute, que forma part de la Blender Foundation. Fou publicat el 2008, com a part del projecte Apricot, basant-se en l'univers i els personatges de la pel·lícula lliure Big Buck Bunny. Com en anteriors projectes de pel·lícula oberta de l'Institut Blender, el joc es va fer utilitzant programari lliure. Yo, Frankie! s'executa en qualsevol plataforma que executa Blender i l'entorn de treball Crystal Space, incloent Linux, MacOS i Microsoft Windows. Sota llicència Creative Commons Attribution 3.0 fou posat a la venda en format DVD i posteriorment distribuït de manera gratuïta